# Feixi
Feixi  léase: Féi-Si (en chino:肥西县, pinyin:Chángfēng Féixī Xiàn) es un condado rural bajo la administración directa de la Ciudad - Prefectura de Hefei, capital de provincia de Anhui, centro este de la República Popular China. Su área total es de 2053 km² y su población para 2010 es de 859 mil habitantes. 